# يوسف الجاسم
يوسف عبد الحميد الجاسم إعلامي وكاتب ومقدم برامج كويتي، وهو رئيس مجلس إدارة مؤسسة الخطوط الجوية الكويتية السابق مُنذ أبريل 2018 حتى أغسطس 2020.

## السيرة الذاتية
اسمه الكامل يوسف عبد الحميد الجاسم الصقر، من مواليد دولة الكويت 15 سبتمبر 1948، ويحمل مؤهل بكالوريوس اقتصاد من كلية التجارة والاقتصاد والعلوم السياسية من جامعة الكويت سنة 1971.

## الخبرات العملية
- الرئيس التنفيذي لشركة ستة على ستة للخدمات الإعلامية (مساهمة مقفلة) منذ 2005.
- أمين عام اتحاد مصارف الكويت من يناير 2001 حتى ديسمبر 2008.
- الرئيس التنفيذي لشركة أناب للتجارة العامة والمقاولات من أبريل 1996 حتى ديسمبر 1997.
- الرئيس التنفيذي لشركة اناب أون لاين (مساهمة مقفلة) لخدمات الإنترنت ونقل المعلومات من أكتوبر 1999 حتى ديسمبر 2002.
- تقلد عدة مسؤوليات ومناصب في الخطوط الجوية الكويتية منذ التحاقه بها عام 1971[3]، ومن أبرزها:
- مدير إدارة التخطيط والدراسات الاقتصادية من 1977 حتى عام 1983.
- نائب المدير العام للشؤون المالية والإدارية من 1938 حتى 1995.
- نائب المدير العام من 1995 حتى 1997.

## الدورات والدراسات المساندة
- دورات في اللغة الإنجليزية المملكة المتحدة من أكتوبر 1971 حتى سبتمبر 1972.
- دورات في علوم الطيران التجاري - الخطوط الجوية البريطانية – لندن من أكتوبر 1972 حتى مارس 1973.
- دورة في اقتصاديات الطيران جامعة أكسفورد – المملكة المتحدة من أبريل إلى أغسطس 1973.
- دورات في المهارات الإدارية والقيادية في الكويت وخارجها على فترات متفرقة.
- دورات في تحليل البرامج والتخطيط جامعة الكويت / المعهد العربي للتخطيط عام 1978.
- دورة في المهارات القيادية المتقدمة معهد ميرك للتدريب الإداري – لندن عام 1992.

## عضوياته
- عضو مجلس إدارة الشركة الكويتية للكيبل التلفزيوني من 1977 حتى الآن - عضو مجلس إدارة شركة عربي القابضة من 2002 حتى الآن.
- عضو مجلس إدارة شركة التعمير للاستثمار العقاري من 2005 حتى الآن.
- عضو مجلس إدارة مؤسسة الخطوط الجوية الكويتية على فترتين من 1977 حتى 1980، ومن اكتوبر 2002 حتى مارس 2004
- رئاسة لجنتي التخطيط والشؤون المالية في الاتحاد العربي للنقل الجوي من 1978 حتى 1985.
- عضو مجلس إدارة الشركة الكويتية لخدمات الطيران (كاسكو) (شركة حكومية مملوكة للخطوط الجوية الكويتية) من 1982 حتى 1993.
- عضو مجلس إدارة شركة الفنادق الوطنية (مساهمة عام / بحرينية) الشركة المالكة لفندق الدبلومات، ممثلاً لحكومة الكويت، من 1982 حتى 1992.
- عضو مجلس إدارة شركة الفنادق الكويتية (مساهمة عامة) من 1988 حتى 1992.
- عضو مجلس إدارة شركة سفيرة الدولية (المملوكة لشركة الفنادق الكويتية) من 1988 حتى 1996.
- عضو مجلس إدارة شركة أبو نواس للتسيير السياحي تونس (شركة إدارة فندقية مملوكة لشركة سفير الدولية) من 1988 حتى 1996.
- عضو مجلس إدارة شركة صفاة للتجهيزات الغذائية (المملوكة لشركة الفنادق الكويتية) من 1994 حتى 1996.
- عضو مجلس إدارة شركة تمويل شراء واستئجار الطائرات (آلافكو) (حكومية مملوكة للخطوط الجوية الكويتية)، من 1993 حتى 1997.
- عضو مجلس الإدارة – الصندوق الوقفي للتنمية الصحية من 1994 حتى 1997
- عضو اللجنة المشكلة من وزير المالية محمد النوري لرفع منهجية تخصيص الخطوط الجوية الكويتية مارس 2002.

## الخبرات والانشطة الإعلامية والاجتماعية
- عضو جمعية الخريجين الكويتية
- عضو جمعية الصحفيين الكويتية
- عضو الجمعية الاقتصادية الكويتية
- عضو الجمعية الكويتية لحقوق الإنسان
- عضو اللجنة المنظمة العليا واللجنة الإعلامية للمنتدى الاقتصادي الإسلامي الدولي الرابع وذلك في الفترة بين التاسع والعشرون من إبريل والأول من مايو 2008 تحت شعار (الدول الإسلامية شركاء في التنمية الدولية).
- عضو اللجنة العليا المكلفة بالإعداد للقمة العربية الاقتصادية والتنموية والاجتماعية المنعقدة في الفترة من 19-20 يناير 2009 م.
- عضو اللجنة الإعلامية المتفرعة عنها.

## الجوائز
- حاصل على الجائزة الفضية لمهرجان القاهرة الثامن للإذاعة والتلفزيون عن البرامج الحوارية 2002.
- اختير كأفضل مقدم برنامج سياسي تلفزيوني يبث على قناة كويتية ضمن استبيان جريدة القبس لأهم أحداث 2006،
- تم اختيار برنامجه 6/6 كأفضل برنامج سياسي تلفزيوني على قناة كويتية.[4]

## الأنشطة والمؤتمرات الإعلامية والثقافية داخل الكويت وخارجها
- إدارة حوارات برنامج (قضايا وردود) التلفزيوني الذي تعده جمعية الخريجين الكويتية من خلال تلفزيون الكويت من 1973 وحتى 1995.
- تأسيس ورئاسة تحرير مجلة المصارف (باللغتين العربية والإنجليزية) التابعة لاتحاد مصارف الكويت من بداية عام 1981 م حتى نهاية 2008.
- كتابة مقالات صحفية في زاوية (6/6) في جريدة «الرأي العام الكويتية» من 1996 حتى 1999.
- كتابة العديد من المقالات في الصحف الكويتية الأخرى وفي جريدة صوت الكويت وجريدتي أخبار اليوم والأهرام الدولي المصريتين خلال فترة الاحتلال العراقي للكويت.
- إعداد وتقديم البرنامج التلفزيوني الحواري (بدون رقيب) شبكة أوربت الإعلامية والذي يتناول مختلف القضايا الفكرية والسياسية والاقتصادية والاجتماعية، من يوليو 1996 حتى أكتوبر 2000.
- إعداد وتقديم جزء من برنامج (مقابلة شخصية) شبكة أوربت الإعلامية، من يوليو 1997 حتى عام 2000.
- إعداد وتقديم البرنامج التلفزيوني الحواري (المنتدى) في محطة العربية، والذي يتناول مختلف القضايا الفكرية والسياسية والاقتصادية والاجتماعية من فبراير 2003 حتى مارس 2003.
- إعداد وتقديم البرنامج التلفزيوني الحواري (6/6) في تلفزيون الكويت، والذي يتناول مختلف القضايا الفكرية والسياسية والاقتصادية والاجتماعية من يوليو حتى ديسمبر 1995 ومن أكتوبر 2000 وحتى يناير 2007.
- إعداد وإدارة حوارات البرنامج الخاص (ضيفي والجانب الآخر) خلال شهر رمضان 2005 تلفزيون الكويت
- إعداد وإدارة حوارات البرنامج الخاص (زيارة شخصية) خلال شهر رمضان 2006 تلفزيون الكويت
- إعداد وإدارة حوارات البرنامج الخاص (رسائل) خلال شهر رمضان 2007 قناة سكوب.
- إعداد وإدارة حوارات البرنامج الخاص (ذاكرة الوطن) خلال شهر رمضان 2008.
- بدأ بتقديم برنامج (ملفات) على قناة SBC السعودية في سبتمبر 2022 بعد غياب 6 سنوات عن العمل الإعلامي.[5][6]